# Monastýr Sestoupení Ducha svatého

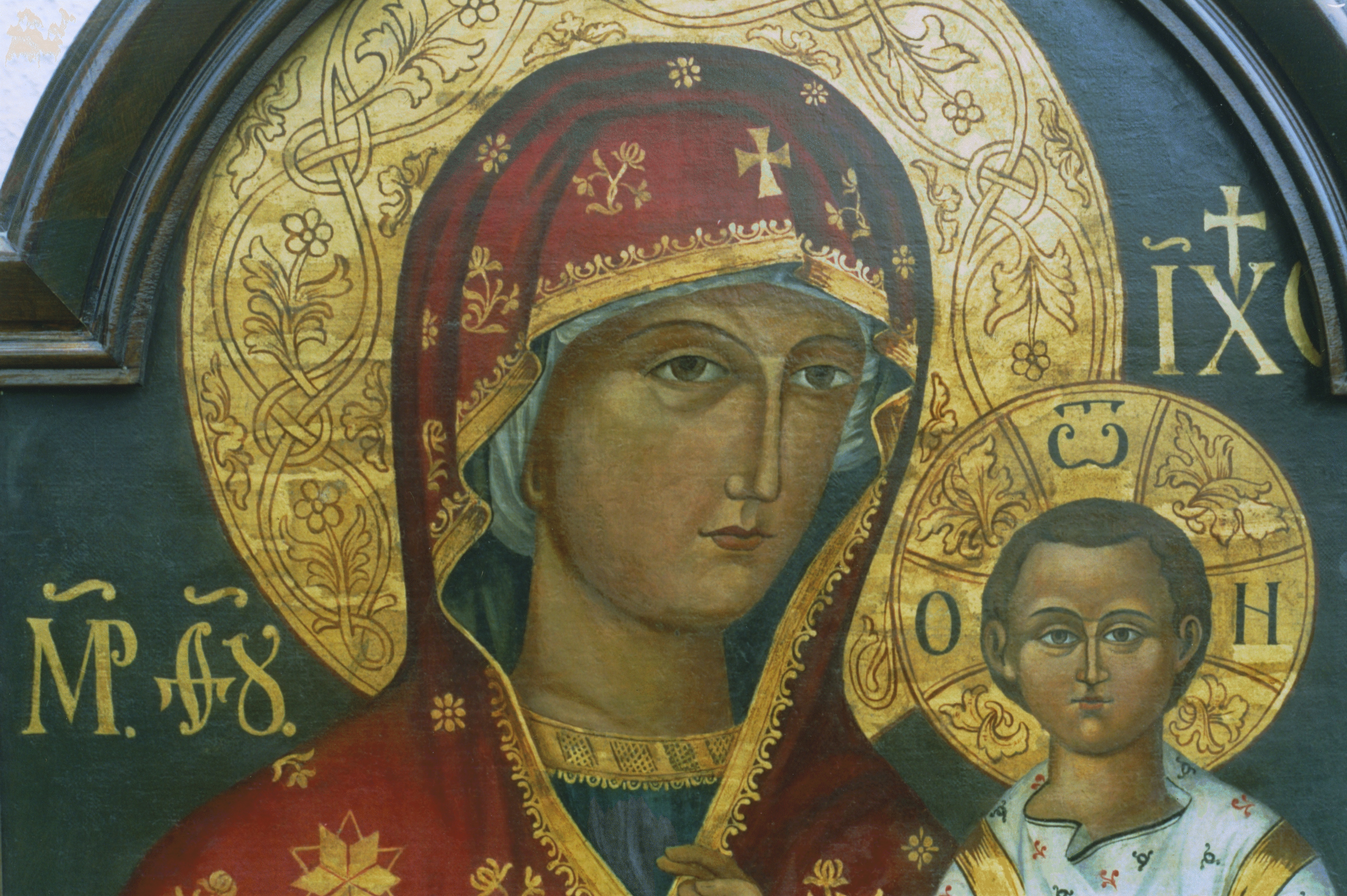
Detail originálu ikony Krásnobrodské Bohorodičky

Monastýr Sestoupení svatého Ducha je klášter řeckokatolické církve na Slovensku u obce Krásny Brod v okrese Medzilaborce. Monastýr byl založen ve 14. století.

## Snahy o obnovení jednoty s Římem
Pro dějiny řeckokatolické církve nejen na Slovensku jsou charakteristické pokusy o obnovení církevního společenství s římskokatolickou církví, které měly v Krásném Brodu specifický průběh. Obyvatelstvo severovýchodního Slovenska si po staletí zachovalo byzantskou (cyrilometodějskou) liturgii, která byla jinde v Uhersku postupně nahrazena liturgií latinskou – římskokatolickou. Od poloviny 15. století začínají pokusy o církevní unie (obnovení jednoty) mezi východními církvemi a římskokatolickou církví (po florentském koncilu např. Brestská unie). Obdobná unie měla být podepsána za asistence jezuitů i na slovenském území. Na podzim 1613 přišel na pozvání Juraje III. Drugeta z Přemyšle do Humenného řeckokatolický biskup Atanáš Krupecký (1610–1652). Měl získat místní duchovenstvo pro unii s římskou církví po vzoru Brestské unie. Uzavření unie se mělo uskutečnit v roce 1614 na svátek sestoupení Ducha v Krásném Brodu, kam byl biskup Krupecký pozván, aby vysvětil nový chrám. Mezi poutníky se však zamíchali odpůrci unie, kteří v předvečer svátku začali podněcovat nepokoje a nakonec vyvolali nepokoje, při kterých byl biskup A. Krupecký napaden a před smrtí ho zachránil pouze zásah Drugetova vojska. Po tomto zásahu provokatéři a část poutníků z Krásného Brodu odešli a přestože Atanáš Krupecký na druhý den chrám posvětil, k uzavření unie nakonec nedošlo. Podařilo se to až 24. dubna 1646 v Užhorodě, kde byla podepsána tzv. Užhorodská unie.

## Dějiny monastýru
Podle legendy se v Krásném Brodu zázračně uzdravil jistý žebrák – slepec, který tudy procházel v pátek před svátkem Sestoupení svatého Ducha. Promnul si oči vodou ze studánky a vrátil se mu zrak. Brzy na tomto místě lidé postavili kapli a umístili v ní ikonu Bohorodičky, která se v Krásném Brodu nachází dodnes. Šlechtic Teodor Koriatovič dal koncem 14. století postavit větší dřevěný chrám a monastýr, kterému věnoval vesnice Čabiny, Sukov a Krásny Brod. V monastýru začali působit mniši baziliáni.
V roce 1603 dal protestantský hrabě Valentýn Drugeth, nadžupan Zemplínské stolice krásnobrodský monastýr spálit. Baziliáni si stihli zachránit pouze holé životy. Shořely vzácné písemnosti i starodávné ikony. Podařilo se (podle tradice zázračně) zachránit pouze nejdůležitější ikonu Bohorodičky. Po jistém čase však stejný šlechtic nechal monastýr nanovo vystavět. Po Valentýnovi Drugethovi je s Krásným Brodem úzce spojeno jméno Juraje III. Drugetha, který povolal z Polska přemyšlského řeckokatolického biskupa Atanáze Krupeckého. Tehdy byl postaven i nový chrám.

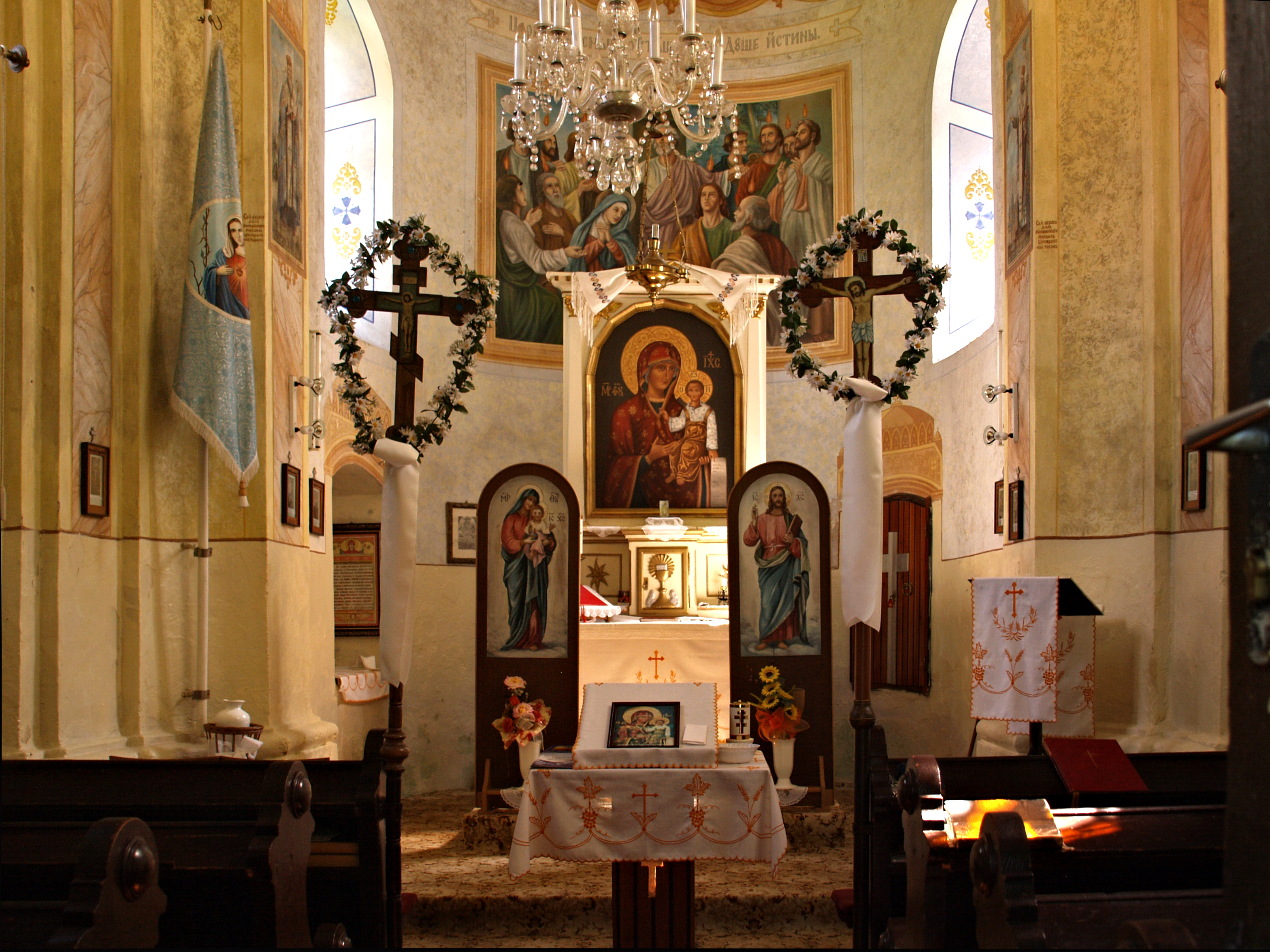
Ikona Krásnobrodské Bohorodičky

Podruhé byl monastýr zničen během posledního stavovského povstání, které vedl František II. Rákóczi v letech 1703–1711. V ruinách zůstal dvě desetiletí. Poté byl částečně obnoven, ale pouze dřevěnými stavbami. Až v roce 1752 byla ukončena výstavba kamenného chrámu, jak připomíná staroslověnsky psaný nápis vytesaný do kamene v hlavní lodi: „V roce 7260 od stvoření světa (a) od narození Kristova 1752“.
V 18. a 19. století byl v monastýru noviciát pro čekatele na vstup do řádu svatého Basila Velikého a filozofická škola. Mj. zde učili: Juraj Joanik Bazilovič, Adolf Ivanovič Dobriansky-Sačurov,  Alexander Duchnovič,  Arsenij Kocák, Anatolij Kralickij a Alexandr Pavlovič.
Důležitým datem v historii Krásného Brodu je 11. červen 1806, kdy papež Pius VII. obdařil monastýr plnomocnými odpustky, které se od té doby udělují u příležitosti Sestoupení Ducha svatého podle juliánského kalendáře.
17. června 1821 v neděli Všech svatých zde byl vysvěcen první biskup Prešovské eparchie Gregor Tarkovič.
Během první světové války byla oblast Haliče jednou z nejvíce postižených oblastí. To se stalo osudné i monastýru. Válka si vyžádala nejprve zvony, které byly roztaveny na děla. Začátkem roku 1915 byly monastýr i chrám zasažené rakouskými granáty. Šlo o srážku ruských a rakouských jednotek. Z rozvalin monastýru a chrámu se baziliánští mniši stáhli do monastýru v Máriapósci. Některé knihy z knihovny proto byly vyvezeny do Maďarska, kde jsou uloženy dodnes (např. Trebnik sireč Molitovnik, Lvov 1644 se nachází v debrecínské Univerzitní knihovně). Ikonu Krásnobrodské Bohorodičky baziliáni ukryli a později umístili na jižní stěně v chrámu sv. Jana Křtitele v Krásném Brodu.
V roce 1950 ikonu Krásnobrodské Bohorodičky lidé opět museli ukrýt, aby se nedostala do rukou pravoslavné církve, kterou podporoval komunistický režim. Ten se rozhodl řeckokatolickou církev zlikvidovat. Po jejím obnovení v roce 1968 umístili ikonu opět v chrámu sv. Jana Křtitele v Krásném Brodě. V 70. letech byla restaurována akademickým malířem Mikulášem Jordanem.

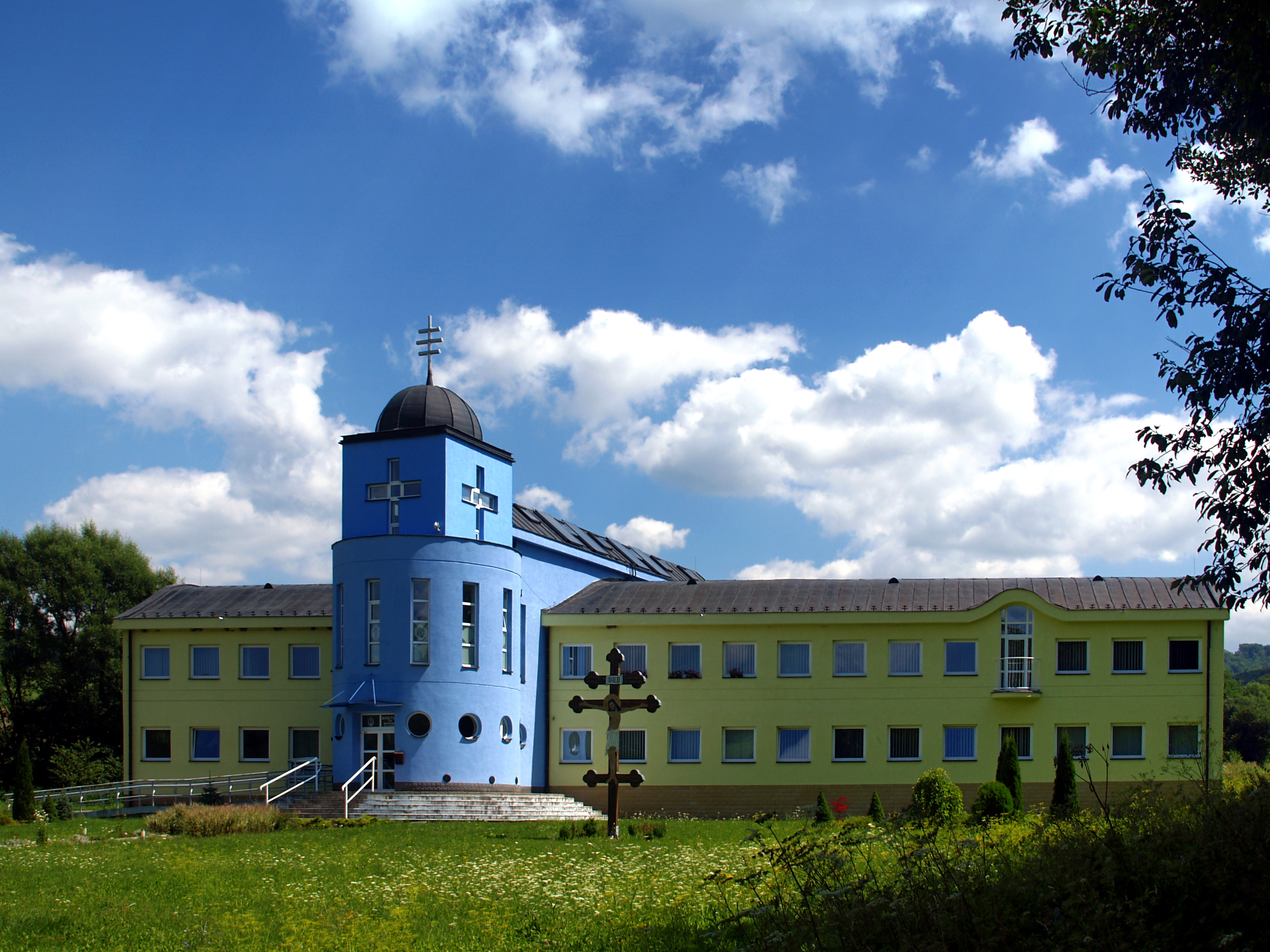
Obnovený monastýr

## Současnost
Krásnobrodský monastýr se dnes nachází v rozvalinách. Po sametové revoluci se do Krásného Brodu opět vrátili baziliáni, kteří se o toto místo starají. Kaple „Pokrova“ je v dobrém stavu. Ikona Krásnobrodské Bohorodičky se dočasně nacházela v chrámu sv. Jana Křtitele v Krásném Brodě. V roce 2002 baziliáni vysvětili nový monastýr, postavený jen několik desítek metrů od ruin toho starodávného.